# Mik Kaminski
Mik Kaminski, nacido como Michael Kaminski (Harrogate, Inglaterra, 2 de septiembre de 1951), es un violinista británico conocido por su trabajo con la banda musical Electric Light Orchestra entre 1973 y 1979.
A los catorce años, Kaminski hizo su primera aparición pública como músico con la orquesta de Leeds. Durante ese tiempo, Kaminski fundó la banda Cow junto a sus amigos John Hodgson (batería) y John Marcangelo (teclados). En 1973, se unió a Joe Soap para tocar el violín en el álbum Keep It Clean. El productor musical, Sandy Robertson, sugirió el nombre de Kaminski a Andy Roberts, quien también necesitaba un violinista para su álbum. En 1973, Kaminski tocó también en el álbum Andy Roberts And The Grand Stampede.
Tras sus anteriores trabajos, Kaminski suplió la vacante de violinista en la Electric Light Orchestra gracias a un anuncio en el Melody Maker. Según Lynne, Kaminski fue contratado porque "era el único que no tocó una nota vaga durante la audición".
Kaminski fue uno de los tres componentes de la sección de cuerdas despedidos a finales de los años 70 por Jeff Lynne cuando este decidió dar un cambio de giro al grupo. Más tarde, se unió al grupo ELO Part II, tocando como parte de la formación en giras.
Además de los éxitos cosechados con la Electric Light Orchestra, Kaminski entró en los cuarenta primeros puestos de las listas de éxitos británicas como líder de la banda Violinski con el sencillo "Clog Dance".